# Пиано блус
Пиано блус означава различните блус стилове, които използват като основен инструмент пианото. Буги-вуги е най-известния вид пиано блус, въпреки че суинг, Р&Б, рокендрол и джаз изпълнителите са силно повлияни от ранните пианисти свирещи блус. Известни блус пианисти са Рузвелт Сайкс, Мемфис Слим, Отис Спан, Съниленд Слим, Пайнтоп Пъркинс, Доктор Джон и Рей Чарлс.
Пиано блус е също така и името на един от епизодите на документалната поредица на Мартин Скорсезе „Блусът“. Епизодът е режисиран от Клинт Истууд. Истууд интервюира няколко блус и джаз пиаснити включително Пайнтоп Пъркинс, Дейв Брубек, Джей Макшан, Рей Чарлс и Доктор Джон.

## Известни изпълнители
- Албърт Амънс
- Лерой Кар
- Рей Чарлс
- Чарлс Дейвънпорт
- Джон Дейвис
- Фатс Домино
- Джак Дюпри
- Сесил Грант
- Доктор Джон
- Хенри Грей
- Професър Лонгхеър
- Уили Лъв
- Джей Макшан
- Мачео Мериуедър
- Амос Милбърн
- Литъл Брадър Монгомъри
- Пайнтоп Пъркинс
- Бъстър Пикънс
- Буги Вуги Ред
- Мемфис Слим
- Съниленд Слим
- Отис Спан
- Пайнтоп Смит
- Уили Смит
- Рузвелт Сайкс
- Джими Йенси
- Кени Уейн
- Съливан Зинг